# 厉害了，我的国
《厉害了，我的国》（英語：Amazing China），是一部以央視的六集纪录片《辉煌中国》为基础剪辑制作的纪录電影，电影由中国中央电视台、中国电影股份有限公司联合出品，于2018年3月2日在中华人民共和国各大院線電影院上映。該片记录了2012年中共十八大以来，中共中央总书记习近平领导的中国共产党所取得的政绩。

## 内容
电影展现了歼-20、辽宁号航空母舰、港珠澳大桥、中国商飞C919、500米口径球面射电望远镜、华龙一号、蓝鲸2号、神舟十一号、量子科学实验卫星、复兴号电力动车组等场面。內容主要關於習近平總書記自2012年中共十八大上台以來，中國「舉世矚目的成就」，並以「習近平新時代中國特色社會主義思想」作為內在邏輯，彰顯「以習近平同志為核心的黨中央的正確領導」。

## 放映與发行
該片于2018年3月2日上映。在该片公映前，该片于2月27日在中影国际影城北京千禧街店举行首映典礼，白凯南、保剑锋、车永莉、丛珊、方晓莉、傅绍杰、巩汉林、顾长卫、金玉婷、李晨、李木子、牛犇、秦岚、苏丽、孙淳、田牧宸、文章、吳京、吴军、吴若甫、吴樾、许文广、颜丹晨、臧金生、张晞临、张一白、张一山、周笑莉28位中青年导演和演员出席。
电视平台方面，中国中央电视台财经频道于2018年4月18日12时30分首播该片。中国中央电视台综合频道、财经频道、中文国际频道及纪录频道自次日起分别于多个时段安排重播。此外，该片亦于4月20日起陆续在中国大陆上星综合频道及地面主频道播出。而央视综合频道也在4月26日安排该片播出。
2018年4月19日，据《自由时报》、《苹果日报》及香港01等媒体報導，深圳騰訊公司收到來自中共中央宣傳部的公文，表示「為營造和諧有序的網路播出環境」，要求騰訊將電影《厲害了，我的國》在所有商業影片網站緊急下架，具體上線時間另行通知。據報導，微博傳出一封致深圳市騰訊計算機系統有限公司的《播出規則確認書》，內文指，「已接到中宣部指示，全部商業視頻網站緊急停止播出，具體上線日期另行通知，請務必重視及遵守要求」。停播下架的原因沒有官方的說法，據美国自由亚洲电台、多维新闻网等媒体猜測，此事與美国封杀中兴事件以及中國美國之間的貿易衝突有關。但中國大陸官媒在4月26、27日集体宣扬该片的价值和意义，表明中宣部的禁令已经撤销或并不存在，该片将继续受官方热捧。5月1日全部商业视频网站均已上线。

### 澳門放映
該片於2018年5月8日在澳門大學舉行觀影禮，5月9日至14日在永樂戲院上映，之後在澳廣視、澳亞衛視、澳門蓮花衛視、澳門有線電視等澳門電視台陸續播出。

## 票房
截至5月18日，中国票房达到4.78亿人民币，它是中国电影历史上，票房最高的纪录片。
網上傳出一份中廣國際數字電影院線「關於電影《厲害了，我的國》相關通知」，通知稱，根據国家新闻出版广电总局電影局通知，各電影院「須在上午、下午各有一場場次排映，絕對不允許出現幽靈場、午夜場、凌晨場現象出現。」該通知還要求各影院與當地企事業單位等相關單位聯繫包場事宜。

## 評價
該片在中國內外的評價兩極，在中國國內受到了国有媒体的普遍赞誉，而2018年在國外影評網站如「互联网电影资料库」（IMDb）仅取得1.0或1.1分（滿分10分）。

### 中國大陸
中國電影评论網站豆瓣上禁止公眾以個人名義進行評論，取消了網友的自主評分功能，對影片的評分也是以媒體的形式表現：媒體評分8.5分，僅有的數條評論則是中國大陸国有媒体所作。中国在线流媒体网站爱奇艺则给出了9.4的高分。
这部影片在中国受到文藝界和国有媒体的称赞。在首映式上白凯南等28位中青年导演和演员向观众推荐这部电影。他们认为「该片以光影的艺术形式，凝聚中国力量，弘扬中国精神，彰显崇高之美，是一部顺应时代的呼声，深入到中国人民的伟大实践，将祖国的发展和成就呈现于大银幕之上」。
中国中央电视台评论称「电影《厉害了，我的国》以纪录片的形式，在电影银幕上再现中国在扶贫、生态文明建设、医疗保障、国家安全体制等各方面取得的卓越成就。」「港珠澳大桥最后沉管合龙的紧张和严谨、国产大飞机首飞的激动、复兴号列车飞速疾驰的豪迈，全片在展现众多珍贵历史瞬间的同时，还记录了新时代背景下百姓生活的变迁。」
中国中央电视台主持人王小丫：这部电影最重要的就是“亲切”，“看见了对祖国的敬畏、自豪和骄傲”。
《中国青年报》：“从圆梦工程到创新科技、从绿色中国到共享小康，电影在运用大量航拍镜头分享震撼影像的同时，也将其背后的故事娓娓道来，大国气象的宏大叙事与平凡百姓的情感脉络相互交错。”
《人民日报》认为其「全方位呈现了在创新、协调、绿色、开放和共享的新发展理念下中国这五年取得的伟大成就，展现出的场面震撼恢弘，大国雄姿跃然眼前。」
新华网：“用百姓的视角聚焦国家发展，又以国家的视野关注百姓民生。”
中央人民广播电台：“以清新的风格、恢弘的视角、写实的笔法、多元的表达向世界展示了在习近平新时代中国特色社会主义思想指引下近年来我国的发展和成就，书写了民生幸福的美丽画卷，既引起了人们的关注和好评，也引发了世界的瞩目和关切。”
千龙娱乐：影片不仅彰显了我国的雄厚实力，也体现了中国人民不畏艰险、埋头苦干、开拓进取的美好情操。
《光明日报》称“最终，一种最能引起共鸣的文化表达得以浮现：所有的历史书写都是人的书写，国之‘厉害’，源于每个国人的共同努力。”
另外，2018年两会期间，国务院国有资产监督管理委员会主任肖亚庆、中华人民共和国国家发展和改革委员会主任何立峰和中华人民共和国科学技术部部长万钢在记者会上，均称赞了该部电影。

### 其他
在2018年3月，美國電影資料網站「網路電影資料庫」（IMDb）里网友将此片評分為罕見的1.1分（滿分10，最低分1），829个评分者中有781个給出最低的1分。由于出现差评，2018年，中国国家互联网信息办公室曾经致信其所有者亚马逊的中国分部，要求从IMDb删除该片，之后该网站上一些差评消失。亚马逊则否认其根据中国政府的要求删除差评。
在该片中，中国制鞋企业华坚集团被描绘成传播中国影响力和繁荣的一股正面力量，“将中国繁荣的经验介绍到了非洲”。该公司在埃塞俄比亚开设的工厂雇佣了数以千计的工人。但美联社一篇报道的标题说这是“虚构多于事实”。4名现在以及曾经在华坚集团工作的员工对美联社说，他们没有保护性装备，每天被迫工作12个小时，公司也不允许他们组成工会，中国的经理们也常常对他们吼叫。

## 外部連結
- 互联网电影数据库（IMDb）上《厉害了，我的国》的资料（英文）
- 開眼電影網上《厉害了，我的国》的資料（繁體中文）
- 豆瓣电影上《厉害了，我的国》的資料 （简体中文）
- 时光网上《厉害了，我的国》的資料（简体中文）